# Drepanocladus aduncus
Drepanocladus aduncus là một loài Rêu trong họ Amblystegiaceae. Loài này được (Hedw.) Warnst. mô tả khoa học đầu tiên năm 1903.